# Dalsåns naturreservat
Dalsåns naturreservat är ett naturreservat i Vilhelmina kommun i Västerbottens län.
Området är naturskyddat sedan 2024 och är 2 009 hektar stort. Reservatet ligger nordväst om Dikanäs och omfattar en sträcka av Dalsån med kringliggande myrkomplex med fjällbjörkskogsliknade lövskog med sparsamt graninslag. Andra partier är helt grandominerade.